# Ceratophyllus styx
Ceratophyllus styx är en loppart som beskrevs av Rothschild 1900. Ceratophyllus styx ingår i släktet Ceratophyllus och familjen fågelloppor.

## Underarter
Arten delas in i följande underarter:
- C. s. styx
- C. s. concinnus
- C. s. freyi
- C. s. jordani
- C. s. riparius